# Алпена (округ)
Шаблон:StateAbbr_ 45°02′ пн. ш. 83°12′ зх. д. / 45.04° пн. ш. 83.2° зх. д.
Округ Алпена (англ. Alpena County) — округ (графство) у штаті Мічиган, США. Ідентифікатор округу 26007.

## Історія
Округ утворений 1840 року.

## Демографія
За даними перепису
2000 року
загальне населення округу становило 31314 осіб, зокрема міського населення було 15200, а сільського — 16114.
Серед мешканців округу чоловіків було 15223, а жінок — 16091. В окрузі було 12818 домогосподарств, 8694 родин, які мешкали в 15289 будинках.
Середній розмір родини становив 2,93.
Віковий розподіл населення поданий у таблиці:
| Стать    | До 15 років | 15-21 | 22-29 | 30-39 | 40-49 | 50-65 | 65-85 | Понад 85 |
| -------- | ----------- | ----- | ----- | ----- | ----- | ----- | ----- | -------- |
| Чоловіки | 3002        | 1577  | 1166  | 2025  | 2538  | 2708  | 2047  | 160      |
| Жінки    | 2958        | 1476  | 1145  | 2079  | 2555  | 2728  | 2629  | 521      |

## Суміжні округи
- Преск-Айл — північ
- Алкона — південь
- Оскода — південний захід
- Монтморенсі — захід

## Виноски
1. ↑  U.S. Decennial Census. United States Census Bureau. Архів оригіналу за 26 квітня 2015. Процитовано 18 вересня 2014.
2. ↑  Historical Census Browser. University of Virginia Library. Архів оригіналу за 11 серпня 2012. Процитовано 18 вересня 2014.
3. ↑  Population of Counties by Decennial Census: 1900 to 1990. United States Census Bureau. Архів оригіналу за 15 лютого 2015. Процитовано 18 вересня 2014.
4. ↑  Census 2000 PHC-T-4. Ranking Tables for Counties: 1990 and 2000 (PDF). United States Census Bureau. Архів оригіналу (PDF) за 18 грудня 2014. Процитовано 18 вересня 2014.
5. ↑  State & County QuickFacts. United States Census Bureau. Архів оригіналу за 6 червня 2011. Процитовано 26 серпня 2013. [Архівовано 2011-06-06 у Wayback Machine.](англ.) Наведено за англійською вікіпедією.
6. ↑  American FactFinder. Бюро перепису населення США. Архів оригіналу за 26 лютого 2012. Процитовано 31 січня 2008. [Архівовано 2008-05-21 у Wayback Machine.]

| США | Це незавершена стаття з географії США. Ви можете допомогти проєкту, виправивши або дописавши її. |